# Zaváté stopy (Kvapil)
Zaváté stopy – tomik wierszy czeskiego poety, przedstawiciela parnasizmu Františka Kvapila (1855-1925), znanego między innymi z licznych przekładów poezji polskiej, opublikowany w 1887 nakładem praskiego wydawnictwa J. Otty. Autor zadedykował go Svým drahým rodičům. Zbiorek liczy sto stron i zawiera 57 utworów. Dzieli się na cykle Zlatá křidla (19), Kresby a reflexe (18) i Pařížské croquis (20). Składające się na tomik utwory są bardzo wyrafinowane pod względem wersyfikacyjnym i zróżnicowane. Poeta wykorzystuje zarówno formy proste, jak dystych (Domů) czy strofa czterowersowa (Sloky), jak i bardziej skomplikowane strofy i układy stroficzne. Wykorzystuje też różne formaty wiersza jambicznego, czterostopowiec (Víc nechci být), pięciostopowiec (Starý přístav) i sześciostopowiec, czyli aleksandryn (Asyl v parku Monceaux). Używa również trocheja (Domů). Kvapil buduje najtrudniejsze formy poezji europejskiej, sonety. i ballady francuskie. Model średniowiecznej francuskiej ballady realizują Ballada melancholická, Ballada ku chvále smrti i Ballada ku chvále jara. Wiersz Kristus (Chrystus) jest przykładem aleksandrynu (trzynastozgłoskowca).

Pod vlysem žulovým, kam svit jen šerý padá
gothickým obloukem a v růži hvězd se skládá,
na starém oltáři, jenž prachem kryt a plisní,
čni Kristus na kříži. Vše duši mrakem tísni,
kam zrak se rozhlédne kol chmurnou, pustou lodi.
Nechť písni jaro zni, sem bledý žal jen chodí,
a v stínech sloupeni se zdá, že v dumě sídli.
Zde každý zvadl květ, a motýl zlatokřidlý,
jejž vichr zavál sem skrz římsy roztlučené,
paď mrtev na oltář. Zde smrt jen chrám si klene.
Sem nezavitá smích ni slunce paprsk zlatý,
zdi vlhké zdají se být smutkem noci spjaty
a břečtan sežloutlý kde vnikl, ihned zmírá.

Do zebranych w tomie wierszy należą między innymi Nad tůni, Píseň, Nocí, Motiv z lesa, Zimní ekloga, Prvního března i V hlubinách mraků. Brak wiadomości o przekładzie całości lub większej liczby utworów z omawianego tomiku na język polski.